# Kradibia queenslandica
Kradibia queenslandica is een vliesvleugelig insect uit de familie vijgenwespen (Agaonidae). De wetenschappelijke naam is voor het eerst geldig gepubliceerd in 1929 door Hoffmeyer.